# کله مرده (سوسک)
 کله مرده (سوسک)(نام علمی: Blaberus craniifer) نام یک گونه از تیره سوسک‌های بزرگ است.